# Frédéric Bruly Bouabré
Frédéric Bruly Bouabré (* 1923 in Zéprégüé, Elfenbeinküste; † 28. Januar 2014 in Abidjan, Elfenbeinküste) war ein ivorischer Dichter und Maler, der in Abidjan lebte.

## Leben und Werk
Zur Welt kam Frédéric Bruly Bouabré 1923 in Zéprégüé in der damaligen Föderation Französisch-Westafrika, heute Elfenbeinküste. Er gehörte den Bété an, dem drittgrößten Stamm des Landes und wurde in einer katholischen Schule erzogen. Bekannt wurde er als Autor von zahlreichen Gedichten, als Erzähler und als graphischer Künstler. Er beschäftigte sich vor allem mit den Themen Sprache und Identität. Bouabré war als Künstler Autodidakt und arbeitete bei der Marine, der Eisenbahn und als Kontorist.

„Ich war zunächst Beamter der französischen Kolonialmacht, später der Republik Elfenbeinküste. Ich kümmerte mich um die Personalausweise. Mit der Unabhängigkeit bekamen wir wie alle afrikanischen Nationen einen Präsidenten, den leider verstorbenen Félix Houphouët-Boigny. Er war sehr kunstfreundlich, und die Tänzer und Sänger traten oft vor ihm auf. Ich fragte mich: Sind Tanz und Musik schon die ganze Kunst? Wie ich schon sagte, ich finde, sprechen können sei Kunst, sehen können sei Kunst, schwimmen können sei Kunst. Die Kunst ist etwas Universelles, das in jedem Menschen lebt. In der Schule hatte ich zeichnen gelernt, und so entstanden unzählige Zeichnungen, mit denen ich das zu umkreisen versuchte. Ich habe diese Zeichnungen aufgehängt, und der Präsident hat die Accrochage dann auch besichtigt.“

Am 11. März 1948 hatte Bouabré eine religiöse Vision, die ihn veranlasste, fortan über Jahrzehnte hinweg an verschiedenen Werkzyklen zu arbeiten, die die Welt in einem großen, in allen Bereichen miteinander verbundenen Werk abbilden wollen. Basierend auf diesem Erlebnis bekam Bouabré den Beinamen „Cheik Nadro“, was so viel bedeutet wie: „Der, der nicht vergisst“.
Zu den verschiedenen Werkzyklen, an denen Bouabré seit Jahrzehnten arbeitet, gehörten:
- Knowledge of the world[7]
- Museum of African Faces
- Antique Art Africain, eine Kosmogonie, an deren Anfang Sonne und Erde stehen

Ein grafisches Alphabet seiner Muttersprache Bété in Silbenschrift erschuf er, um die Kultur seines Stammes nicht nur der mündlichen Überlieferung zu überlassen, sondern sie zu verschriftlichen und damit dem Vergessen zu entreißen. Die kulturelle Identität Schwarzafrikas in der Gegenwart ist von der schriftlichen Tradierung abhängig. Der Afrikaforscher Théodore Monod veröffentlichte die Bété-Schrift zum ersten Mal im Jahre 1958.
Zum Verhältnis von Schrift und mündlicher Überlieferung äußerte der Künstler sich folgendermaßen:

„Ich blicke nur selten ins Fernsehen. Afrika lebte bis vor wenigen Jahrzehnten fast ohne Schrift. Man sprach vom Stadium der „Oralität“, der mündlichen Überlieferung. Die Vorrang- und Machtstellung Europas gegenüber Afrika beruhte auf der Schrift. Schrift ist Denken. Deshalb interessiert mich auch die Schrift so sehr. Wenn ich ins Fernsehen blicke, denke ich: Das ist ja Oralität! Eine neue Kultur der Mündlichkeit mitten in Europa – wie in Afrika vor der Alphabetisierung durch die Europäer!“

Mit Farbstift und Kugelschreiber auf kleinen Kartons, ungefähr in Postkartengrösse (15 × 9,5 cm) zeichnete er täglich eine Art Piktogramme und versah jede Zeichnung mit einer französischen, symbolischen Rahmung. Auf der Rückseite sind die Bilder stets mit dem Tag, manchmal der Stunde der Ereignisse versehen. 

„Nehmen wir an, ich zeichne eine mythische Person mit großem Bauch. Wenn ich das tue, muss ich auch die Bildunterschrift liefern, weshalb die Person in dem Märchen oder der Geschichte einen großen Bauch hat und so weiter. Man muss Bilder erklären. Denn ein Bild kann alles mögliche bedeuten, aber wenn es darüber hinaus auch um Denken geht, muss man das zeigen. Das Denken ist ebensowichtig wie die Bilder, wie das Vergnügen für die Augen.“

Für einige Zeit wurden die Arbeiten Bouabrés von einer breiten europäischen Öffentlichkeit rezipiert und wertgeschätzt.

„Der Kunsthistoriker Olu Oguibe meint Bouabrés Werke werden heute im Westen nicht wegen der Differenziertheit geschätzt, die Okwui Enwezor richtigerweise in ihnen erkannt hat, sondern vielmehr deswegen, weil die Arbeiten außerhalb der Parameter konventioneller westlicher Kriterien liegen und daher unabsichtlich zweifelhafte, pervertierte Wünsche und Erwartungen wecken. Formal entziehen sie sich den Normen des Westens; sie symbolisieren die begehrte Entfernung zwischen dem Westen und Afrika, und sie befriedigen das Verlangen nach Phantasien, Fetischen und Schamanismus.“

## Ausstellungen (Auswahl)
- 1989: Magiciens de la Terre Centre Georges Pompidou, Paris, Frankreich
- 1991: Groninger Museum, Groningen, Niederlande
- 1993: Ludwig Forum für Internationale Kunst, Aachen
- 1993: Portikus, Frankfurt am Main
- 1995: 46. Biennale di Venezia, Venedig, Italien
- 1996: 23. Biennale von São Paulo, São Paulo, Brasilien
- 1996: 10. Biennale of Sydney, Sydney, Australien
- 1997: 2. Johannesburg Biennale, Südafrika
- 1999: Kunstwelten im Dialog Museum Ludwig, Köln
- 2002: Documenta11, Kassel[10]
- 2007: Ikon Gallery, Birmingham, Vereinigtes Königreich[11]
- 2009: Appartement 22, Rabat, Marokko
- 2013: 55. Biennale di Venezia, Venedig, Italien

## Film
- Nadro, Frankreich 1997, 85 min, Regie: Ivana Massetti, Darsteller: Frédéric Bruly Bouabré